# Раул Лопез
Раул Лопез (шп. Raúl López; Вик, 15. април 1980) је бивши шпански кошаркаш. Играо је на позицији плејмејкера.